# HMX
HMX(1,3,5,7-tetranitro-1,3,5,7-tetrazocane) 또는 옥토겐(octogen)은 상대적으로 덜 민감한 나이트로아민 고폭발물이다. 화학적으로는 RDX와 관련되어 있다. 또, 이 이름은 High-Molecular-weight rdX에서 비롯한 말이다. 공업적으로 생산하고 있는 폭약으로는 가장 에너지가 세며, 주로 군용으로 사용된다. 분자식은 C4H8N8O8이며 RE 계수는 1.70이다.

## 생산
HMX는 대부분의 폭약보다 제조하기가 더 까다롭고 전문가에게 제한되어 있다.
1. 헥사민을 아세트산 무수물과 반응시킨다.
2. 질산과 황산을 섞어 나이트로화한다.
3. 질산과 폴리인산을 2단계로 나이트로화한다.

완성된 물질은 RDX와 HMX가 섞여 있으므로 용매에 녹여 용해도의 차이를 이용하여 분리한다.

## 응용
cyclotetramethylene-tetranitramine, tetrahexamine tetranitramine, 또는 octahydro-1,3,5,7-tetranitro-1,3,5,7-tetrazocane로 알려져 있는 HMX는 1930년에 처음 만들어졌다. 거의 예외적으로 핵무기 폭발을 비롯하여 군용으로만 쓰이고 있다.
HMX는 TNT과 혼합하여 녹일수 있는 폭약인 Octol을 만든다.

## 같이 보기
- 헵타나이트로큐베인
- 옥타나이트로큐베인

## 참조
- Cooper, Paul W., Explosives Engineering, New York: Wiley-VCH, 1996.  ISBN 0-471-18636-8
- Urbanski, Tadeusz. Chemistry and Technology of Explosives. Vol. III., Warszawa: Polish Scientific Publishers, 1967